# Herbord Osl
Herbord Osl (hongrois : Osl nembeli Herbord I. († vers 1279-1280) est un noble et courtisan hongrois du XIIIe siècle, membre du clan Osl. Il est maître de la cavalerie de 1273 à 1274 et en 1277 (et possiblement en 1279) et maître des intendants en 1274. Il fut un confident des monarques hongrois pendant les guerres intestines.

## Sources
- (hu) Csaba Farkas, Micae Mediaevales VII, Université Loránd Eötvös, 2018, 31–47 p. (ISBN 978-963-284-973-7), « "In curia nostra educatus" Királyok udvarában: Osl nembeli Herbord pályafutása ["In nostra curia educatus". À la cour des rois : la carrière d'Herbord Osl] »
- (hu) Attila Zsoldos, Magyarország világi archontológiája, 1000–1301 [Archontologie séculière de Hongrie, 1000–1301], História, MTA Történettudományi Intézete, 2011 (ISBN 978-963-9627-38-3)
- (hu) Attila Zsoldos, Vitézek, ispánok, oligarchák. Tanulmányok a társadalom- és a hadtörténetírás határvidékéről, Ministry of Defence Military History Institute and Museum, 2016, 25–36 p. (ISBN 978-963-7097-76-8), « A hadszervezet átalakulása a XIII. századi Magyarországon [La transformation de l'organisation de l'armée dans la Hongrie du XIIIe siècle] »